# Mayumi Raheem
Mayumi Raheem est une nageuse sri lankaise née le 15 septembre 1991 à Colombo. 
Elle a gagné 10 médailles dont 3 médailles d'or aux Jeux sud-asiatiques 2006, à Colombo, au Sri Lanka.
Elle s'est qualifiée pour faire les épreuves de natation aux Jeux olympiques de 2008.